# Mercato finanziario secondario
Il mercato finanziario secondario è il mercato finanziario dove vengono negoziati gli strumenti finanziari già emessi ovvero in circolazione, che vi rimangono fino alla loro eventuale scadenza: ogni titolo nasce dunque sul mercato finanziario primario e dopo la sua emissione e il successivo collocamento passa definitivamente al secondario.

## Caratteristiche
La dimensione del mercato secondario, raccogliendo tutte le operazioni su un titolo dalla seconda in poi, sarà chiaramente molto maggiore di quella del primario.
Trattando i due mercati la stessa merce, una maggiore liquidità del secondario permette di accogliere più titoli nel primario. È possibile che prestiti originariamente destinati solo ad investitori finanziari trovino dopo contrattazione sul mercato secondario una larga diffusione tra la clientela ordinaria (come avvenne nei casi Cirio e Parmalat). 

## Nel mondo
Il mercato finanziario secondario di gran lunga più importante a livello mondiale è quello di Londra, preferito anche dalle speciali branche delle società degli altri paesi europei e degli U.S.A.